# هيستوري
هيستوري ((هانغل: 히스토리)) هي فرقة فتيان بأربعة أعضاء من كوريا الجنوبية، تشكلت بواسطة لون إنترتينمنت. وكان ظهورهم الأول في 26  أبريل، 2013 مع "Dreamer"، شاركت التلحين  زميلتهم آي يو من نفس علامة التسجيل. وهم أول فرقة فتيان للون إنترتينمنت.

## وصلات خارجية
- هيستوري على موقع ميوزك برينز (الإنجليزية)
- هيستوري على موقع ديسكوغز (الإنجليزية)

- الموقع الرسمي